# La Bazouge-de-Chemeré
La Bazouge-de-Chemeré är en kommun i departementet Mayenne i regionen Pays de la Loire i nordvästra Frankrike. Kommunen ligger i kantonen Meslay-du-Maine som tillhör arrondissementet Laval. År 2022 hade La Bazouge-de-Chemeré 495 invånare.

## Befolkningsutveckling
Antalet invånare i kommunen La Bazouge-de-Chemeré
| Referens: INSEE |